# 吉田耕作 (統計学者)
吉田 耕作（よしだ こうさく、1938年 - ）は日本の統計学者。カリフォルニア州立大学名誉教授。ジョイ・オブ・ワーク推進協会理事長。統計的な考え方をベースとして、米国連邦政府、ヒューズ航空機、メキシコ石油公社、NTTコムウェア、NTTデータ、NECなどを指導。

## 来歴
1957年、私立武蔵高等学校卒業。1962年、早稲田大学第一商学部卒業。1968年、修士号（ファイナンス）取得（モンタナ大学）。1975年、W・エドワーズ・デミングおよびオスカー・モルゲンシュテルンに師事し、博士号（統計学）取得（ニューヨーク大学）。1975年、カリフォルニア州立大学で教鞭を執る（1999年まで）。
1986年、デミング4日間セミナー「質と生産性と競争力」でW・エドワーズ・デミングの助手を務め（1993年まで）、デミング哲学確立に貢献したと評価される。
1999年、青山学院大学国際政治経済学部教授に就任（2001年まで）。2001年、青山学院大学大学院国際マネジメント研究科教授に就任（2007年まで）。2007年、ジョイ・オブ・ワーク推進協会理事長に就任。

## 著作物

### 書籍
- 『国際競争力の再生―Joy of Workから始まるTQMのすすめ』（日科技連出版社, 2000年）ISBN 4817103388
- 『経営のための直感的統計学』（日経BP, 2003年）ISBN 4822243532
- 『ジョイ・オブ・ワーク～組織再生のマネジメント』（日経BP, 2005年）ISBN 4822244458
- 『直感的統計学』（日経BP, 2006年）ISBN 4822245101 - 『経営のための直感的統計学』に大幅な追記を加えてボリュームが倍増した拡大版。「日経BP書店」公式サイトに正誤表が掲載されている[2]。
- 『統計的思考による経営』（日経BP, 2010年）ISBN 4822247929 - 著者が開発してNTTグループやNECで指導しているクリエイティブ・ダイナミック・グループ・メソッドの実践例やデミング経営哲学の真髄である「デミング14ポイント」など、経営にすぐに使える異色の経営書となっている[3]。
- 『全体観をつかむ多変量解析』（共立出版, 2023年）ISBN 4320114833

### 論文

#### 単著
- “Sources of Japanese Productivity: Competition and Cooperation,” St. John’s University Review of Business, Vol. 7, No. 3, Winter, 1985, pp.18-20.
- “Spectral Analysis of Random Walk Hypothesis of Portfolio Prices,” Quantity and Quality In Economic Research, Volume III, Ed. by G. C. Johnson and R.C. Brown, Published by International Society of Statistical Science in Economics, 1988, pp.219-229.
- “Deming Management Philosophy: Does It Work In the U.S. As Well As In Japan?”  Columbia Journal of World Business, Vol. 24, No. 3, Fall 1989, pp. 10-17.
- “New Economic Principles in America: Competition and Cooperation—A Comparative Study of the US and Japan,” Columbia Journal of World Business, Vol.26, No. 4, Winter, 1992, pp.30-44.
- “The Joy of Work: Optimizing Service Quality Through Education and Training,” Quality Progress, Vol.26, No.11, November, 1993, pp.29-33.
- “Times of Scarcity Demand Cooperation,” The School Administrator, No.10, Vol. 50, November, 1993.
- “The Deming Approach to Education: A Comparative Study of the USA and Japan,” International Journal of Educational Management, Vol. 8, No.5, pp.29-40,1994.
- “Rejoinder,” Quality Management Journal, Fall, 1995, Vol.3, No.1, pp.40-42.
- “Revisiting Deming’s 14 Points in Light of Japanese Business Practices,” Quality Management Journal, Fall 1995, Vol.3, No.1, pp.14-30.

#### 共著
- With M. Miyagawa, “An Empirical Study of TQM Practices in Japanese-Owned Manufacturers in China,” International Journal of Quality and Reliability Management, Vol.22 No.6,2005.
- With Sun, Yezhuang, Libin, Miyagawa, “Comparing Quality Management Practices in Hong Kong-owned and Japan-owned Manufacturing Firms in Mainland China,” Total Quality Management, Vol. 17, No.3, pp.341-353, April 2006.
- With R. Duignan, “Employee perceptions of recent work environment changes in Japan,” Personnel Review, Vol. 36 No. 3, 2007, pp. 440-456.
- With M. Miyagawa, “TQM practices of Japanese-owned manufacturers in the US and China,”　International Journal of Quality and Reliability Management, Vol. 27, No. 7, pp. 737-755, 2010.

### 報告書

#### 単著
- “Spectral Analysis of Stock Price Volatility,” Proceedings, 10th Annual Conference of AIDS, 1978, Vol. 1, pp.297-299.
- “Spectral Analysis of Homogeneous Volatility Class of Stock Prices,” Proceedings, 11th Annual Conference of AIDS, 1979, Vol. 2, pp.85-87.
- “Spectral Analysis of Beta Instability,” Proceedings, 13th Annual Conference of AIDS, 1981, Vol. 2, pp.287-289.
- “Spectral Analysis of the Capital Asset Pricing Model,” Proceedings of the Business and Economics Statistics Section, American Statistical Association, 1981, pp.444-448.
- “The Joy of Work: Optimizing Service Quality Through Education and Training,” 1995 Proceedings, Decision Science Institute, Vol.3, p.1651.

#### 共著
- With Larry Kimbell, “Long-run ARIMA Model Building,” Proceedings, 17th Annual Conference of AIDS, 1985, Vol. 1, pp.421-424.

### 論文発表や著作物出版以外の専門分野での活動
学術誌の編集委員会委員
- Accreditation board member (1996-), Emerald Management Reviews
- Editorial Advisory Board Member (1996-), International Journal of Quality & Reliability Management
- Editorial Advisory Board Member (1996-), The TQM Magazine
- Editorial Advisory Board Member (1996-), Strategic Insights Into Quality

### 日経ビジネスオンライン定期執筆活動
統計学者吉田耕作教授の統計学的思考術
- 「あなたが平均以上の成績だったのは半分の平均以下の人々のお陰である」2009年10月15日。
- 「評価とは正当な業績測定と誤差が重なったものと肝に銘ずること」2009年11月12日。
- 「公務員の“改善訓練”で16兆円のコスト削減に成功した国」2009年12月15日。
- 「あなたの職場で眠る“埋蔵金”を掘り起こして年3回ボーナスをもらおう」2010年1月14日。
- 「統計学的『片手の法則』でサービス業の生産性をもっと上げよう」2010年2月9日。
- 「デミング博士の教えが色濃く反映されていた姿はどこへ：『トヨタよ原点へ帰れ』－愛用する一消費者としての願い」2010年3月16日。
- 「データの細部に気を取られずに“当たり”をつけて全体を一言で表そう」2010年4月15日。
- 「投資のリスクも学力も平均値だけでは語れない：[標準偏差を学ぶ]バラツキを理解しよう」2010年5月20日。
- 「『毎日株価をチェックする事は時間の無駄』である理由」2010年6月17日。
- 「数字で見れば一目瞭然、日本の“格差”：日本の格差問題と分配政策を統計学的に精査してみる」2010年7月8日。
- 「他人との関係でしか自分を見られない人材を生む要因とは」2010年9月9日。
- 「国際ランキングに一喜一憂する必要はない」2010年10月14日。
- 「確率的思考で考えるチャイナリスク」2010年11月11日。
- 「TPP参加による増加利益分を農業へ再配分してはどうだろうー一目で分かる日本農業の現状と解決策」2010年12月16日。
- 「秋山真之はなぜサイコロを振ったのか：「期待値」でなくシミュレーションで正確な経営戦略を立てよう」2011年1月20日。
- 「70歳まで働ける給与体系を：中高年の自殺をいかに防ぐか考える」2011年2月24日。
- 「英語が得意でない人のための留学のコツ：小さいカレッジで良い成績をとるのがおおすすめ」2011年3月17日。

## 受賞
- Lyle E. Gibson Distinguished Teacher Award をCSUDHより受賞、1985．
- Universidad Autonoma De Baja California Sur より “Administrator Antonio Alvarez Rico” 賞を受賞（メキシコにおける品質管理の向上に貢献したため）、1993．
- 全米大学教授連盟のアジア太平洋グループより最優秀教授賞を受賞、1993．
- 名誉大佐に任命（米国テネシー州より社会に貢献した業績により）、1994．
- International Journal of Educational Management 誌より最優秀論文賞を受賞、1995．
- Anbar Electronic Intelligence 誌よりCitation of Excellence　を受賞、1996．
- 品質管理誌より第27回QC賞を受賞、1999年．
- 日本経済新聞社より日経品質管理文献賞を受賞、2000年．